# Gare de Lyon-Part-Dieu
Pour les articles homonymes, voir Gare de Lyon et Part-Dieu (homonymie).
La gare de Lyon-Part-Dieu, située dans le quartier de La Part-Dieu, est une gare ferroviaire française de la ville de Lyon, chef-lieu de la région Auvergne-Rhône-Alpes.
Gare de la Société nationale des chemins de fer français (SNCF), elle accueille les trafics internationaux, nationaux et régionaux et est la première gare européenne par le nombre de voyageurs en correspondance et, en France, la première gare (hors région parisienne) par le nombre annuel de voyageurs.

## Situation ferroviaire
La gare de Lyon-Part-Dieu est située au point kilométrique (PK) 5,010 de la ligne de Lyon-Perrache à Genève (frontière), entre les gares ouvertes de Lyon-Perrache et de Crépieux-la-Pape, et au PK 507,505 de la ligne de Collonges - Fontaines à Lyon-Guillotière, à 177 m d'altitude. C'est un élément essentiel du nœud ferroviaire lyonnais.
Avant la mise en service le 13 juin 1983 de la gare de Lyon-Part-Dieu, le TGV reliait Paris-Gare-de-Lyon aux gares de Lyon-Brotteaux et de Lyon-Perrache.

## Présentation
Construite à l'emplacement d'une première gare aux marchandises du même nom, la gare de la Part-Dieu remplace la gare de Lyon-Brotteaux (située à 700 mètres au nord sur les mêmes lignes), qui a été fermée en 1983. Son utilisation permet de pallier les carences que connaît la gare de Lyon-Perrache. Cette dernière, du fait de sa localisation, est limitée dans sa croissance. La gare de Lyon-Part-Dieu accueillera les TGV en provenance de Paris.
Conçue par les architectes Eugène Gachon et Jean-Louis Girodet, elle a été mise en service le 13 juin 1983 dans le cadre d'une opération d'aménagement urbain qui a vu la création d'un second centre-ville de Lyon et l'un des plus grands centres commerciaux de France, le centre commercial de La Part-Dieu situé juste en face de la gare sur le boulevard Vivier-Merle, un important centre administratif et un centre d'affaires dominés par « le crayon » (Tour Part-Dieu). Ces centres d'intérêt ont conduit les TCL à en faire le premier pôle de correspondance de Lyon : 17 lignes traversent ou prennent leur départ à Gare Part-Dieu - Vivier Merle ou Gare Part-Dieu - Villette.
Lyon comporte cinq autres gares : Lyon-Perrache, Lyon-Vaise, Lyon-Saint-Paul, Lyon-Jean-Macé et Lyon-Gorge-de-Loup. Une sixième gare, Lyon-Croix-Rousse est fermée depuis 1953 aux voyageurs. On peut ajouter à cela d'autres gares situées en banlieue comme celles de Vénissieux, d'Oullins ou de Lyon-Saint-Exupéry TGV.

## Historique

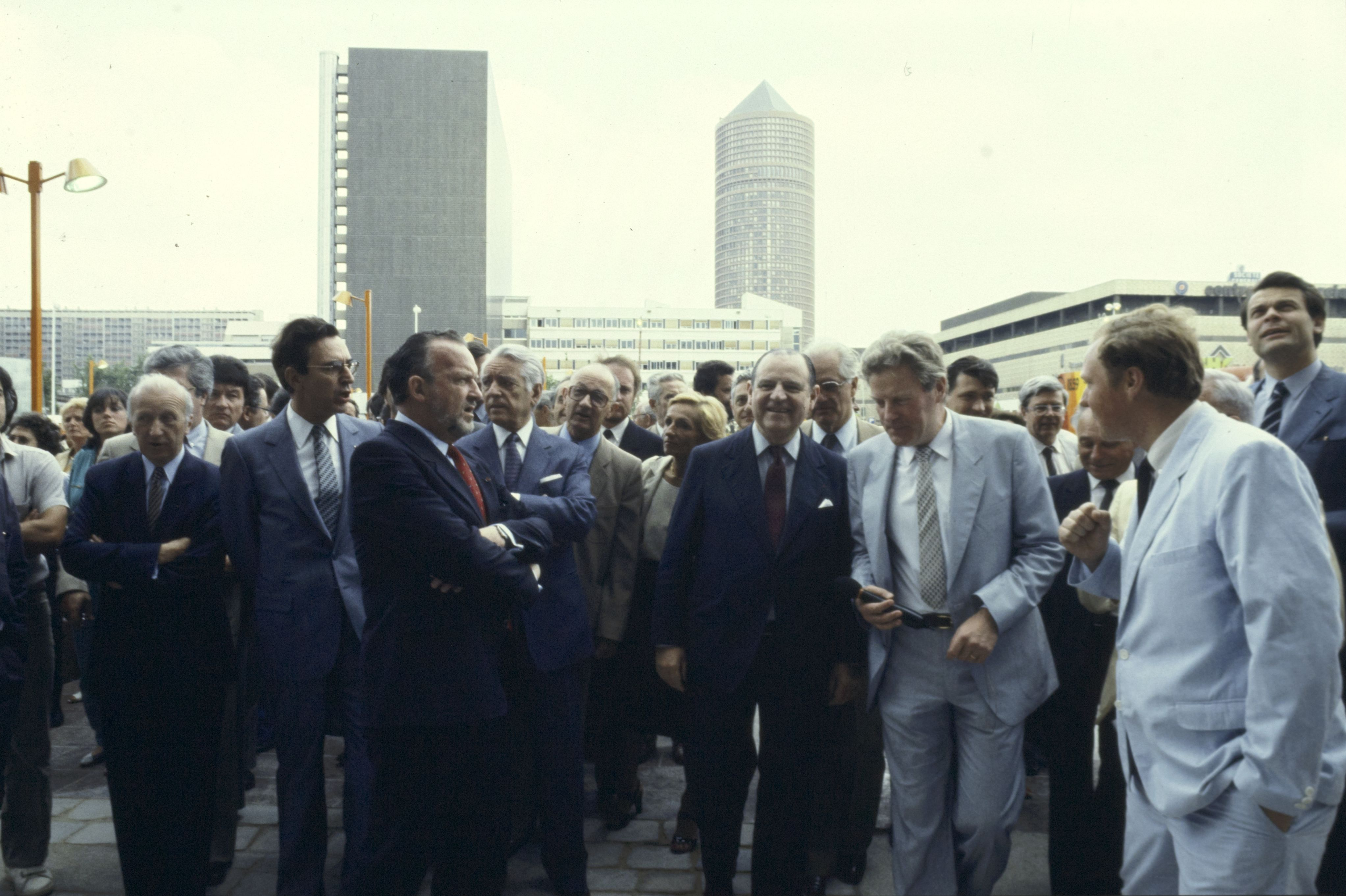
Inauguration de la gare, en présence du maire Francisque Collomb et de Raymond Barre.

- Le 24 novembre 1859, ouverture de la gare aux marchandises par la Compagnie des chemins de fer de Paris à Lyon et à la Méditerranée. À cela s'ajoute une gare de triage servant notamment au transport des cavaliers des casernes militaires proches[7].
- Le 23 octobre 1881, ouverture d'un raccordement vers le réseau du chemin de fer de l'Est de Lyon.
- Le 12 juin 1983, dernier jour de fonctionnement de l'ancienne gare de Lyon-Brotteaux.
- Le 13 juin 1983, mise en service de la nouvelle gare de Lyon-Part-Dieu.
- Le 24 octobre 1983, inauguration de la gare de Lyon-Part-Dieu par le président de la SNCF André Chadeau[8].
- Le 28 juin 1985, inauguration de l'électrification en courant 25 kV 50 Hz de la ligne Lyon - Grenoble.
- En 1983, des turbotrains RTG viennent renforcer les turbotrains ETG sur Grenoble - Lyon-Part-Dieu.
- En 1993, dernière circulation des turbotrains ETG et RTG sur Grenoble - Lyon-Part-Dieu.
- Le 3 juillet 1994, mise en service de la section de Saint-Quentin-Fallavier à Saint-Marcel-lès-Valence de la Ligne à Grande Vitesse (LGV) Sud-Rhône-Alpes.
- Le 1er septembre 1995, dernière circulation d'un turbotrain RTG entre Lyon-Perrache et Strasbourg via Lyon-Part-Dieu, Bourg-en-Bresse et Besançon.
- En 2001, mise en service d'un nouveau quai offrant 2 voies supplémentaires en gare de Lyon-Part-Dieu.
- Le 12 août 2003, la locomotive diesel CC 72059 tracte le train 4490/1 « Le Ventadour » Bordeaux - Grenoble via Clermont-Ferrand et Lyon-Part-Dieu.
- Le 9 décembre 2007, mise en place de l'horaire cadencé sur l'étoile de Lyon par la Région Rhône-Alpes. Création de dessertes directes Dijon - Lyon - Grenoble (par diamétralisation de trains Dijon - Lyon et Lyon - Grenoble, laquelle s'est rapidement révélée un échec) et Ambérieu - Lyon - Saint-Étienne - Firminy (par diamétralisation de trains Ambérieu - Lyon et Lyon - Firminy) permettant de réduire l'occupation des quais en gare de la Part-Dieu. Mise en service d'autorails X-TER de la série X 72500 sur Lyon - Bordeaux via Montluçon, Guéret et Limoges.
- Le 14 décembre 2008, renforcement des dessertes Lyon - Avignon et Lyon - Bourg-en-Bresse.
- Le 13 décembre 2009, inauguration de la gare de Lyon-Jean-Macé, offrant un accès au métro B et au tramway T2, soulageant ainsi Lyon Part-Dieu et Lyon-Perrache.
- Le 19 juin 2010, c'est la fermeture du PRS (poste d'aiguillage mécanisé) de Part-Dieu à 19 h. La fin d'une aventure qui a commencé il y a 30 ans avec l'ouverture de la gare.
- Le 20 juin 2010 à 15 h, le trafic ferroviaire reprend après une interruption de 20 heures, pour mettre en place le nouveau système de commande d'un l'aiguillage, via la commande centralisée du réseau (CCR) située dans le 7e arrondissement de Lyon.
- Fin 2011, mise en service d'un nouveau quai avec une nouvelle voie, la voie K, permettant des liaisons sans arrêt, dites « bolides », vers Saint-Étienne-Châteaucreux, prolongées la plupart du temps jusqu'au Puy-en-Velay.
- En mai 2013, lancement d'une concertation concernant la création d'une nouvelle voie[9].
- Le 5 juin 2022, après fermeture de la gare pendant 24 h, une nouvelle voie L est mise en service afin d'augmenter la capacité d'accueil de la gare et la régularité des trains[10].
- Le 9 novembre 2022, inauguration du hall 2 dénommé galerie Pompidou. Cet espace permet de désengorger le hall historique de la gare avec la mise à disposition d'accès supplémentaires aux quais pour les voyageurs[11].
- Le 25 juin 2024, inauguration de la galerie Béraudier[12].
- En avril 2025 est ouverte la place Basse (partie inférieure de la Place Charles-Béraudier). Elle propose un accès direct au métro de Lyon depuis la gare, à un vélo-station et un dépose-minute[13],[14].
- Automne 2025, inauguration de la Place Charles-Béraudier (partie haute) ouvrant ainsi complètement la gare sur le quartier de La Part-Dieu.

## Desserte

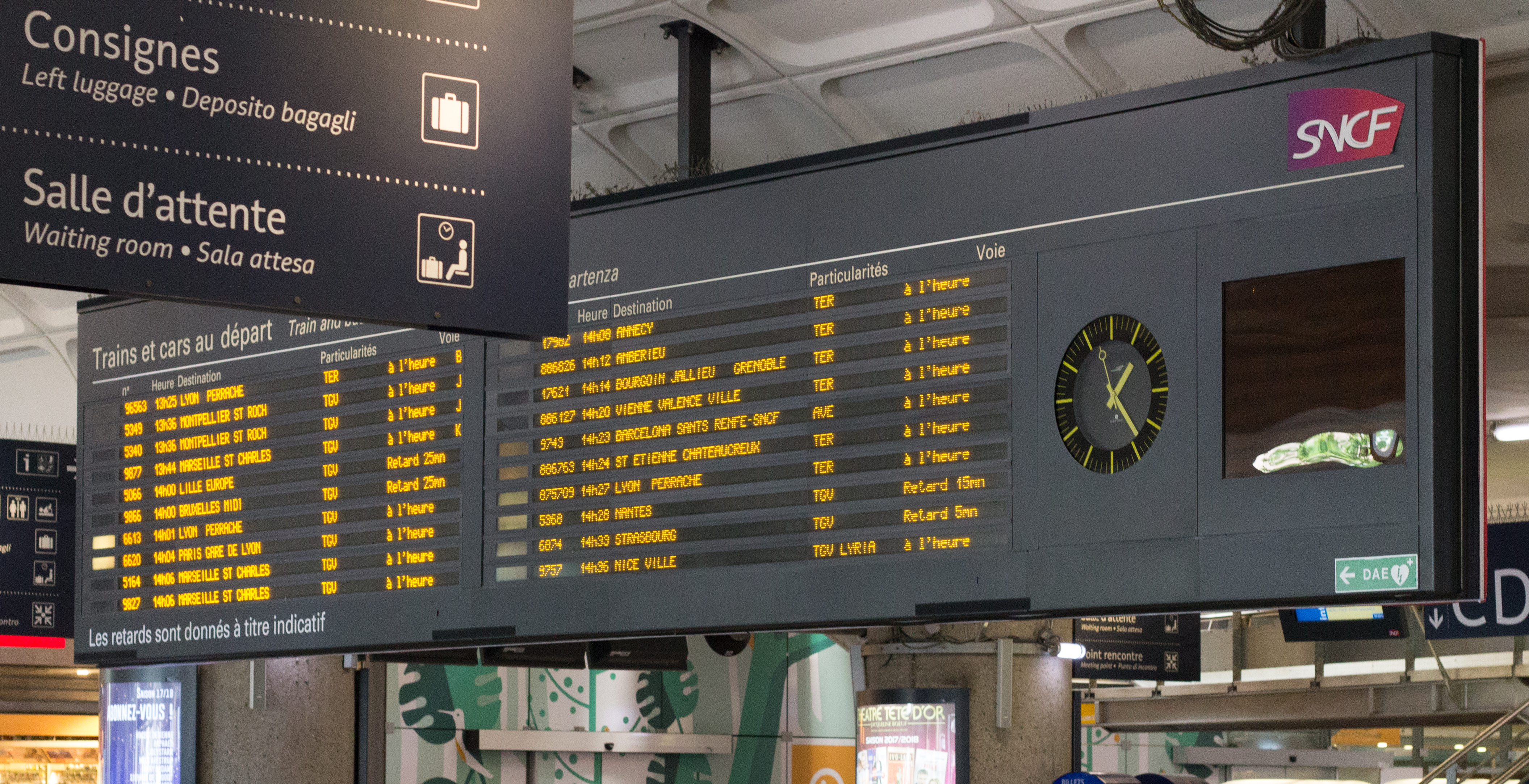
Tableau d'annonce des départs de trains dans le hall de la gare.

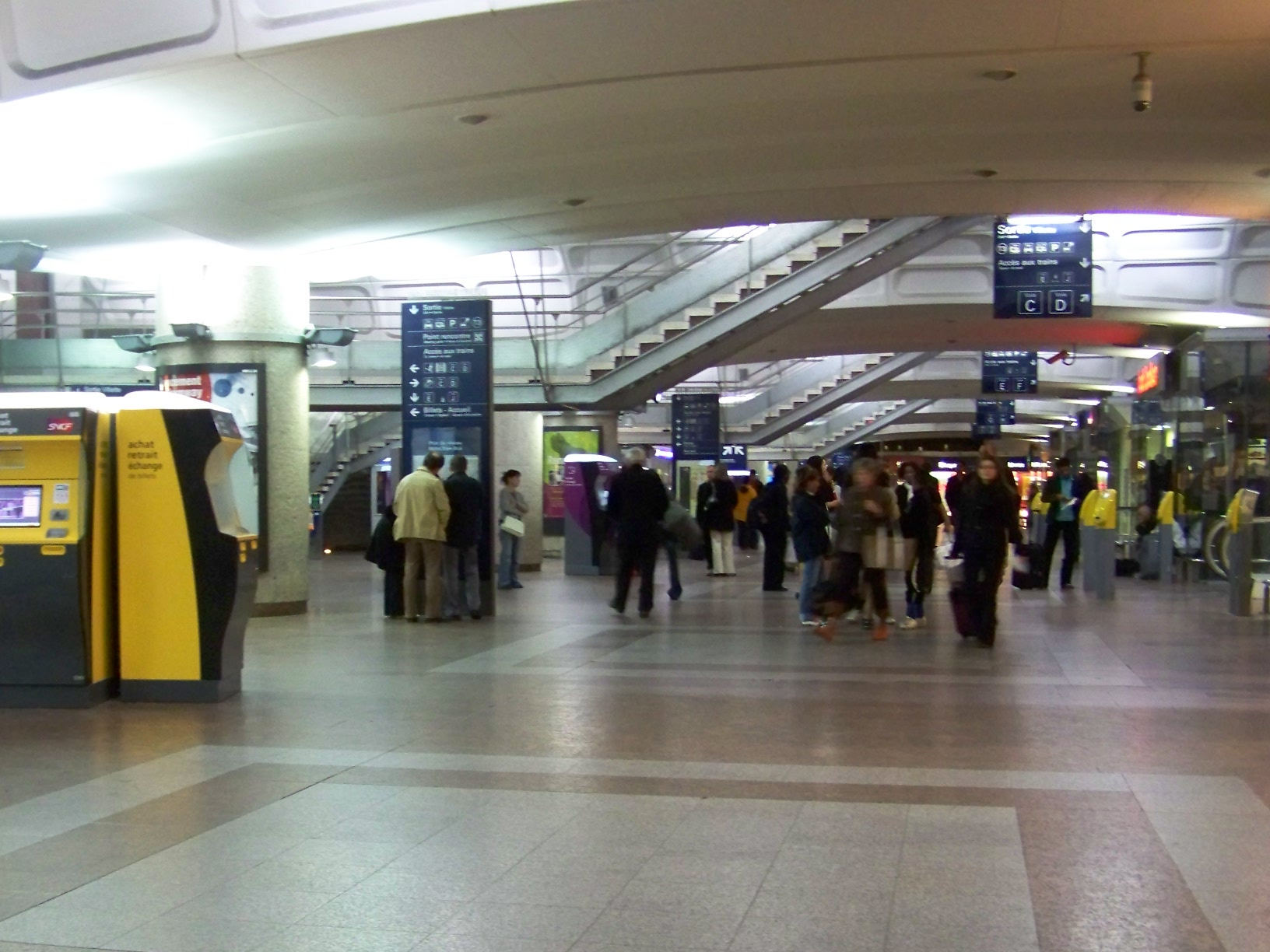
Le vaste hall de gare, situé en contrebas des quais.

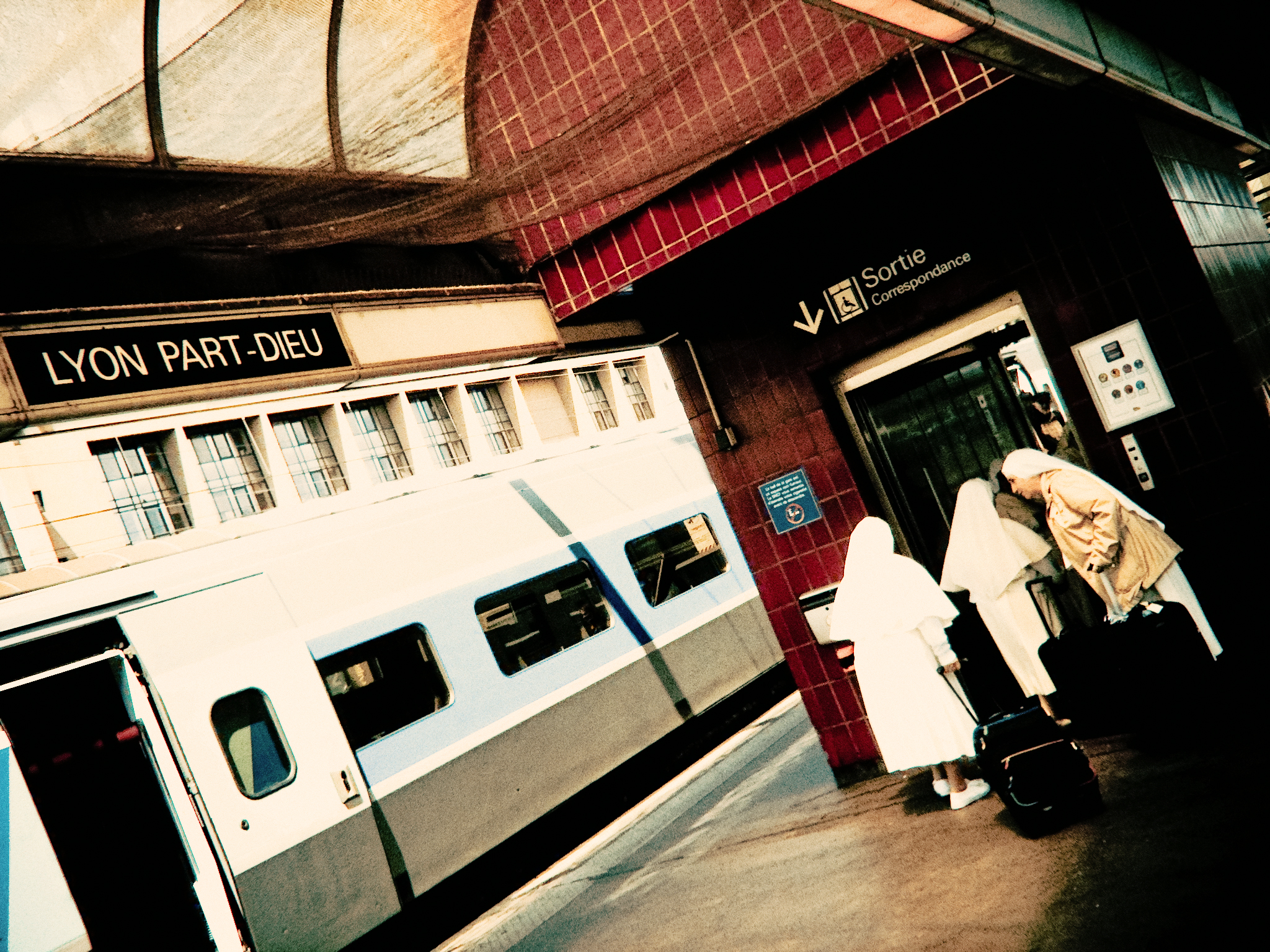
Quai de la gare.

La gare de Lyon-Part-Dieu est l'une des premières gares de correspondance de la SNCF aux niveaux international, national et régional. Elle est desservie par de nombreux TGV, des Intercités et des TER Auvergne-Rhône-Alpes. Les trois relations régionales qui ont le plus de trafic sont Lyon – Grenoble, Lyon – Valence et Lyon – Saint-Étienne[réf. souhaitée].
Depuis la mise en service de la LGV Rhin-Rhône, le 11 décembre 2011, des TGV relient directement Lyon-Part-Dieu à l'Allemagne, via Strasbourg, pour Baden-Baden, Karlsruhe, Mannheim et Francfort-sur-le-Main. Depuis le 15 décembre 2013, des AVE reliaient directement Lyon Part-Dieu à Barcelone, mais ils ont été supprimés en décembre 2022 en raison de la dissolution de Renfe-SNCF en Coopération ; cette liaison est relancée en juillet 2023 par la Renfe, dans le cadre de l'ouverture à la concurrence. Enfin, depuis le 14 décembre 2014, un aller-retour quotidien était assuré en TGV entre Lyon-Part-Dieu et Milan via Turin ; ce dernier est concurrencé par une liaison Frecciarossa lancée par Trenitalia France le 18 décembre 2021,, qui est désormais la seule effectuant le trajet entre Lyon-Part-Dieu et Milan.
Depuis le 2 avril 2013, elle reçoit également les trains Ouigo à bas coûts assurant la liaison entre Marne-la-Vallée-Chessy et Lyon-Part-Dieu.
Par ailleurs, la gare était desservie par la liaison régulière Eurostar Londres – Lyon – Avignon – Marseille depuis le 1er mai 2015, mais elle a été interrompue en 2020.

### Dessertes internationales
- Genève (par TER ou, en été, par TGV Lyria).
- Lausanne (en été, par TGV Lyria).
- Bruxelles, Francfort-sur-le-Main et Luxembourg (par TGV inOui).
- Oulx, Turin et Milan (par Frecciarossa).
- Figueras, Gérone et Barcelone (par AVE).

### Dessertes nationales
- Paris-Gare-de-Lyon (par TGV ou Frecciarossa).
- Le Creusot TGV, Mâcon-Loché-TGV (par TGV).
- Marne-la-Vallée - Chessy, Aéroport Charles-de-Gaulle 2 TGV, TGV Haute-Picardie, Arras, Douai, Lille-Flandres, Lille-Europe (par TGV).
- Villefranche-sur-Saône, Mâcon-Ville, Chalon-sur-Saône, Beaune, Dijon-Ville, Les Laumes - Alésia, Tonnerre, Laroche - Migennes, Sens, Paris-Bercy (par TER).
- Mâcon-Ville, Chalon-sur-Saône, Dijon-Ville, Culmont - Chalindrey, Neufchâteau, Toul, Nancy-Ville (par Intercités).
- Avignon TGV, Aix-en-Provence TGV, Marseille-Saint-Charles, Toulon, Les Arcs-Draguignan, Saint-Raphaël-Valescure, Cannes, Antibes, Nice-Ville (par TGV).
- Vienne, Saint-Clair - Les Roches, Le Péage-de-Roussillon, Saint-Rambert-d'Albon, Saint-Vallier-sur-Rhône, Tain-l'Hermitage - Tournon, Valence-Ville, Montélimar, Pierrelatte, Bollène-La Croisière, Orange, Avignon-Centre, Arles, Miramas, Vitrolles-Aéroport-Marseille-Provence, Marseille-Saint-Charles (par TER).
- Valence TGV, Nîmes, Montpellier-Saint-Roch, Narbonne, Perpignan (par TGV ou AVE).
- Nîmes-Pont-du-Gard, Montpellier-Sud-de-France, Sète, Agde, Béziers (par TGV).
- Carcassonne, Toulouse-Matabiau (par TGV).
- Mâcon-Ville, Chalon-sur-Saône, Beaune, Dijon-Ville, Besançon Franche-Comté TGV, Belfort - Montbéliard TGV, Mulhouse-Ville, Colmar, Strasbourg-Ville, Nancy-Ville, Metz-Ville, Thionville (par TGV).
- Le Mans, Laval, Rennes (par TGV).
- Massy TGV, Saint-Pierre-des-Corps, Saumur, Angers-Saint-Laud, Nantes (par TGV).
- Massy - Palaiseau, Versailles-Chantiers, Mantes-la-Jolie, Rouen-Rive-Droite, Le Havre (par TGV).
- Roanne, Saint-Germain-des-Fossés, Moulins-sur-Allier, Nevers, Bourges, Vierzon-Ville, Saint-Pierre-des-Corps, Saumur, Angers-Saint-Laud, Nantes (par Intercités).

### Dessertes régionales
- Roanne, Saint-Germain-des-Fossés, Vichy, Riom - Châtel-Guyon, Clermont-Ferrand.
- Givors-Ville, Rive-de-Gier, Saint-Chamond, Saint-Étienne-Châteaucreux.
- La Verpillière, Bourgoin-Jallieu, La-Tour-du-Pin, Voiron, Grenoble (dont trains sans arrêt jusqu'à Grenoble).
- Bourg-en-Bresse, Brion - Montréal-la-Cluse, Oyonnax.
- Bourg-en-Bresse, Lons-le-Saunier, Besançon-Viotte, Montbéliard, Belfort.
- Ambérieu-en-Bugey, Culoz, Bellegarde, Genève-Cornavin.
- Ambérieu-en-Bugey, Culoz, Aix-les-Bains-Le Revard, Chambéry, Montmélian, Saint-Pierre-d'Albigny, Albertville, Moûtiers-Salins-Brides-les-Bains, Bourg-Saint-Maurice.
- Ambérieu-en-Bugey, Culoz, Bellegarde, Annemasse, La Roche-sur-Foron, Bonneville, Cluses, Sallanches - Combloux - Megève, Saint-Gervais-les-Bains-Le Fayet (liaison directe uniquement les samedis d'hiver)[21].
- Ambérieu-en-Bugey, Culoz, Aix-les-Bains-Le Revard, Chambéry, Saint-Jean-de-Maurienne et Modane.
- Lozanne, Tarare, Roanne.
- Saint-Germain-au-Mont-d'Or, Villefranche-sur-Saône, Mâcon-Ville, Tournus, Chalon-sur-Saône, Chagny, Beaune, Dijon-Ville.
- Lamure-sur-Azergues, Chauffailles, La Clayette - Baudemont, Paray-le-Monial, Moulins, Nevers, Bourges, Tours.

## Fréquentation
Son fonctionnement dépassant fortement les prévisions de fréquentation initiales, aussi bien en passage qu'en destination de voyage, de 35 000 personnes en 1983 à une réalité de 80 000 personnes sur 500 trains en 2001, la gare a été restructurée de 1995 à 2001 en augmentant le nombre des quais et en révisant sa desserte depuis l'extérieur. Aux abords, le centre d'affaires se développe dans l'axe nord-sud aussi sur ce qui fut anciennement l'arrière des voies des gares des Brotteaux - gare de l'Est remplacée : cette vaste zone est en constant aménagement habitat et tertiaire depuis 1970 et lie désormais encore plus fortement Villeurbanne et Lyon économiquement et urbainement. La gare est autant une rue piétonne inter-quartiers qu'un centre sécurisé de transit.
Construite selon une architecture peu commune pour les gares françaises, la gare de Lyon-Part-Dieu se compose de deux niveaux : une halle au niveau du rez-de-chaussée fait office de bâtiment voyageurs (« BV ») où sont situés les points de vente des commerces alors que les quais, auxquels on accède par des escalators, sont situés au niveau supérieur.
De 2015 à 2023, selon les estimations de la SNCF, la fréquentation annuelle de la gare s'élève aux nombres indiqués dans le tableau ci-dessous.
| Année                      | 2015       | 2016       | 2017       | 2018       | 2019       | 2020       | 2021       | 2022       | 2023       |
| -------------------------- | ---------- | ---------- | ---------- | ---------- | ---------- | ---------- | ---------- | ---------- | ---------- |
| Voyageurs                  | 32 411 748 | 32 525 629 | 34 874 317 | 32 555 240 | 32 587 523 | 19 541 666 | 26 187 679 | 36 558 465 | 40 088 689 |
| Voyageurs et non voyageurs | 43 215 664 | 43 367 505 | 46 499 090 | 43 406 987 | 43 450 031 | 26 055 555 | 34 916 905 | 48 744 620 | 53 451 586 |

## Projets
Plusieurs projets avaient été à l'étude pour faire face à la saturation de la gare. Trois projets ont particulièrement retenu l'attention :
- la création d'un tunnel sous Lyon pour les TGV ;
- une gare souterraine ;
- une déviation d'une partie des TGV vers la gare de Lyon-Saint-Exupéry TGV.

L'ancien président de la Métropole de Lyon, Gérard Collomb, qui plaidait en faveur d'un enfouissement s'est opposé à ce titre à ce que les terrains situés le long du boulevard Stalingrad soient dédiés à l'agrandissement de la Part-Dieu. D'autre part, ces solutions sont très coûteuses et difficilement réalisables compte tenu du sous-sol qui imposerait un tunnel et une gare à 25 m de profondeur.

### Projet du réaménagement du quartier de la Part-Dieu

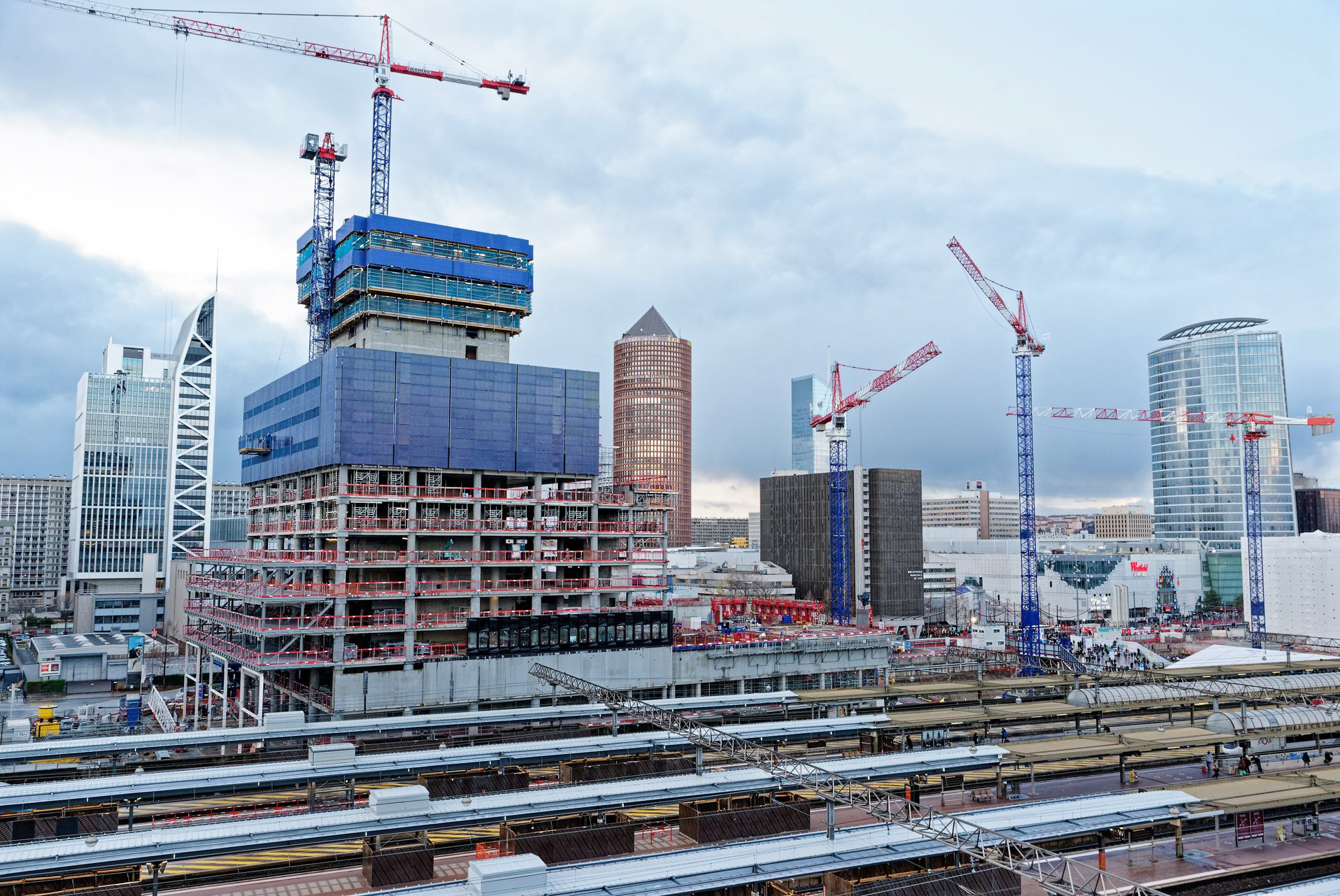
Travaux d'aménagement autour du pôle d'échanges de la gare.

#### 2010-2015: 1ère phase
Durant cette période, les bases du projet ont été posées : mise en place de la mission Part-Dieu, sélection de l’agence d’urbanisme l’AUC, et lancement des premières études, en particulier sur le pôle d’échanges multimodal. Parallèlement, plusieurs programmes immobiliers ont émergé, parmi lesquels la tour Incity, Green Part-Dieu, Crystallin, les nouveaux bâtiments des archives départementales et métropolitaines, Equinox, ainsi que les premiers aménagements d’espaces publics comme la transformation de la rue Garibaldi. Enfin entre 2014 et 2016 le bâtiment B10 qui séparait le boulevard Vivier-Merle avec la place Charles-Béraudier fut démoli pour ouvrir la place sur le quartier

#### 2016-2025: 2ème phase
Cette seconde étape marque l’achèvement des premières réalisations issues du projet urbain : des immeubles de bureaux tels que Silex1, Silex2, Terralta, la rénovation du 107 rue Servient, To Lyon ou encore Sky 56, mais aussi des logements comme Sky Avenue, Bricks ou Emergence Lafayette. Elle s’étend jusqu’en 2024, en lien avec la transformation et l’extension du centre commercial, ainsi que l’évolution du pôle d’échanges multimodal et de ses abords. Cela inclut notamment les aménagements de la place de Francfort et des espaces publics voisins (boulevard Viver-Merle , place Charles-Béraudier). Le parc Mandela connaîtra également un renouveau autour du fort Montluc.

#### 2024-2030: Dernière phase
La troisième étape du projet, actuellement en phase d'étude et de chantier, porte sur la transformation du secteur nord de la place Béraudier, notamment aux abords de la place de Milan. Elle inclura également la poursuite de programmes immobiliers privés – qu’il s’agisse de constructions neuves ou de réhabilitations – avec un focus particulier autour de la place du Lac et de la rue Bouchut. Mais aussi par le bois de la Part Dieu : projet d'aménagement situé en bas de la tour BML et à coté d'un futur ilot immobilier situé sur l'actuel siège de France 3 Lyon.

### Réaménagement des voies
La commission nationale du débat public a décidé, le 3 octobre 2018, que le projet relatif aux aménagements de long terme du nœud ferroviaire lyonnais ferait l'objet d'un débat public dont l'animation sera confiée à une commission particulière. Le projet visé consiste en l'ajout de deux nouvelles voies entre Saint-Clair et Guillotière sur environ 10 km, l'extension de la gare de la Part-Dieu, le passage à quatre voies en surface de la ligne de Lyon à Grenoble sur la section comprise entre la gare de Saint-Fons et la bifurcation avec la LGV Rhône-Alpes, située sur le territoire de la commune de Grenay.

## Dans la culture
- Le personnage principal du roman Extension du domaine de la lutte (1994) de Michel Houellebecq décide de se rendre à Saint-Cirgues-en-Montagne. Il se porte malade, prend le train pour Lyon en pleine grève des transports en commun, mais reste bloqué à la gare routière de Lyon-Part-Dieu. Après une nuit parmi les marginaux, il reprend le TGV pour Paris le lendemain.
- La gare ferroviaire est le lieu de l'action du film Tout va bien, on s'en va de Claude Mouriéras, sorti en 2000. Vers la fin du film, à la 89e minute, sur un quai de la gare, une scène d'au revoir met en scène Natacha Régnier qui quitte Sandrine Kiberlain et Miou-Miou pour Toulouse. Le générique se déroule pendant le départ de cette gare d'un TGV Duplex.

## Hommage
Une plaque commémorative est visible à l'entrée de la gare de Lyon-Part-Dieu, côté Vivier-Merle. Elle rend hommage à Charles Béraudier (1920-1988), homme politique lyonnais et résistant. Elle rappelle que le parvis de la gare, côté Vivier-Merle, est aussi au nom de Charles Béraudier.

## Dépôts lyonnais
Il existe plusieurs dépôts et ateliers de matériels roulants à Lyon, notamment le récent Technicentre TGV de Croix-Barret situé dans le quartier de Gerland dans le 7e arrondissement, les dépôts de Scaronne, La Mouche, Vénissieux et Lyon-Vaise.